# Tração (filme)
Tração é um filme de ação brasileiro, produzido pela Cinecolor Films do Brasil e conta com roteiro de James Salinas e direção de Andre Luís. O filme estreou em 29 de junho de 2023. É estrelado por André Ramiro, Marcos Pasquim e Nelson Freitas.

## Elenco
- André Ramiro como Max
- Marcos Pasquim como Ajax
- Nelson Freitas como 	Dimello
- Fernando Haro como Crispim
- Bruna Altieri como Isadora
- Paola Rodrigues como 	Jéssica
- Andre Luís como Nivaldo
- Maurício Meirelles como Manoel
- Fiuk como Orestes
- Duda Nagle como John
- Natalia Curvelo como Rubi